# Дьячков, Владимир Михайлович
Влади́мир Миха́йлович Дьячко́в (8 августа 1904, Тифлис — 2 февраля 1981, Москва) — советский легкоатлет, тренер и учёный в области спортивной педагогики. Старший брат — Борис Дьячков (1902—1986) — легкоатлет и тренер.
Заслуженный мастер спорта СССР (1939), заслуженный тренер СССР (1957). Выступал за Тифлис (по 1924), Москву; армейские спортивные клубы.
10-кратный чемпион СССР в прыжках с шестом, в высоту и беге на 110 м с барьерами (1924—1945). Тренировал многих советских высотников, в том числе олимпийских чемпионов Роберта Шавлакадзе и Валерия Брумеля. Тренер сборной СССР на ОИ 1960, 1964, 1968.
Профессор, доктор педагогических наук (1964), заслуженный деятель науки РСФСР.

## Биография
Отец братьев Бориса и Владимира Дьячковых, Михаил Иванович Дьячков, преподавал гимнастику в военном учебном заведении, и братья с детства занимались спортом.
С детства вместе с братом занимался французской борьбой, лёгкой атлетикой. Наблюдая за тренировками цирковых гимнастов, старался повторять выполняемые ими действия, а также начал вести дневник, в котором записывал результаты тренировок.
Вскоре после установления советской власти в Грузии (1921) в Тифлис вошла Восточная бригада курсантов под командованием Н. Н. Биязи, и братья вступили добровольцами в Красную Армию в качестве физруков пехотно-пулемётных курсов. Вспоминая о Биязи, Владимир писал: «он стал для нас, по существу вторым отцом и мудрым наставником».
В 1924 году Михаил Иванович возглавил открытую в Тифлисе Военную школу физического образования, и братьев перевели туда на должности преподавателей. В том же году они приняли участие во втором Всесоюзном празднике физической культуры (сейчас эти соревнования входят в справочники как чемпионат СССР 1924), где Владимир выиграл бег на 110 м с барьерами, прыжки в высоту и прыжки с шестом. Летом 1925 года братья поступили в Московский институт физической культуры.
В 1927 году Владимир вновь стал трёхкратным чемпионом страны, а на Всесоюзной спартакиаде 1928 года занял два вторых места, проиграв в прыжках в высоту норвежцу, а в прыжках с шестом — своему главному сопернику на протяжении всей спортивной карьеры Николаю Озолину. После окончания института весной 1929 года Владимир остался в Москве и стал работать тренером в ЦДКА.
В 1932—1934 годах, продолжая выступать в соревнованиях и тренировать, Владимир учился в Московском архитектурном институте. Часть его дипломного проекта «Спортивный комплекс со стадионом» — «Вид на комплекс сбоку с птичьего полёта» — была опубликована в журнале «Архитектура Москвы».
В конце 1939 года Владимир вернулся в Тбилиси, заняв должность заместителя директора Грузинского научно-исследовательского института физической культуры. С началом Великой Отечественной войны он был направлен в эвакогоспиталь, а в конце 1942 года получил вызов в Москву, где был назначен начальником учебно-спортивного отдела ДСО «Крылья Советов».
В 1945 году, в возрасте 41 года выиграв чемпионат СССР (в отсутствии Озолина), Дьячков закончил спортивную карьеру, полностью посвятив себя тренерской и научной работе. С 1947 года он работал в Центральном (с 1966 — Всесоюзном) НИИ физической культуры (ВНИИФК); преподавал в ГЦОЛИФКе.
Умер в 1981 году; похоронен на Кунцевском кладбище Москвы.

## Спортивные достижения
|       | Прыжки с шестом | Прыжки с шестом  | Прыжки в высоту | Прыжки в высоту | Бег на 110 м с барьерами | Бег на 110 м с барьерами |
| Место | Результат       | Место            | Результат       | Место           | Результат                |                          |
| ----- | --------------- | ---------------- | --------------- | --------------- | ------------------------ | ------------------------ |
| 1924  | чемпион         | 3,375 м — Р СССР | чемпион         | 1,65 м          | чемпион                  | 17,4                     |
| 1927  | чемпион         | 3,605 м — Р СССР | чемпион         | 1,78 м — Р СССР | чемпион                  | 16,9 — Р СССР            |
| 1928  | 2-е место       | 3,40 м           | чемпион         | 1,75 м          |                          |                          |
| 1931  | чемпион         | 3,80 м           |                 |                 |                          |                          |
| 1934  | 2-е место       | 3,60 м           |                 |                 |                          |                          |
| 1935  | 3-е место       | 3,90 м           |                 |                 |                          |                          |
| 1936  | чемпион         | 4,00 м           |                 |                 |                          |                          |
| 1937  | 2-е место       | 4,00 м           |                 |                 |                          |                          |
| 1938  | 3-е место       | 3,80 м           |                 |                 |                          |                          |
| 1939  | 3-е место       | 4,00 м           |                 |                 |                          |                          |
| 1940  |                 |                  |                 |                 |                          |                          |
| 1943  | 3-е место       | 3,80 м           |                 |                 |                          |                          |
| 1944  | 3-е место       | 3,80 м           |                 |                 |                          |                          |
| 1945  | чемпион         | 3,80 м           |                 |                 |                          |                          |

Рекорды СССР
```
прыжки с шестом     3,375            7.09.1924   
Москва
, чемпионат СССР
                    3,415           27.06.1927   
Москва

                    3,555           24.07.1927   
Москва

                    3,605           27.08.1927   
Москва
, чемпионат СССР
                    3,74             3.06.1928   
Ленинград

                    3,825            1.09.1929   
Москва

                    3,855           19.07.1930   
Ленинград

                    3,885           30.06.1931   
Тифлис

прыжки в высоту     1,73            13.09.1924   
Харьков

                    1,78            20.08.1927   
Москва
, чемпионат СССР

бег на 110 м с/б    17,5
[
~ 2
]
        20.09.1924   
Москва

                    16,9            26.08.1927   
Москва
, чемпионат СССР
                    16,8            11.08.1928   
Москва
```

Примечания
1. ↑  На Всесоюзной спартакиаде занял 2-е место, проиграв норвежцу Хансу Хельгесену (1,85 м).
2. ↑  Результат уступал рекорду Российской империи (17,0).

## Тренер
Воспитанники
- Карпович, Елена Ипполитовна — победительница Международной рабочей олимпиады 1937 в беге на 60 м, прыжках в высоту и длину, 3-кратная чемпионка СССР (1934—1939).
- Головкин, Пётр Алексеевич — 3-кратный чемпион СССР в беге на 100 м (1936, 1938) и 200 м (1945).

Прыгуны в высоту:
- Кашкаров, Игорь Алексеевич — бронзовый призёр ОИ 1956.
- Ченчик, Таисия Филипповна — чемпионка Европы 1966, серебряный призёр ЧЕ 1958, бронзовый призёр ОИ 1964.
- Шавлакадзе, Роберт Михайлович (тренировал совместно с Б. М. Дьячковым) — олимпийский чемпион 1960, бронзовый призёр ЧЕ 1962.
- Брумель, Валерий Николаевич — олимпийский чемпион 1964, чемпион Европы 1962, серебряный призёр ОИ 1960, установил 6 РМ (1961—1963).
- Гаврилов, Валентин Николаевич — чемпион Европы 1969, бронзовый призёр ОИ 1968.
- Окорокова-Лазарева, Антонина Николаевна — серебряный призёр ОИ 1968, бронзовый призёр ЧЕ 1969.

## Образование, научные степени
Окончил:
- Московский институт физической культуры (1929);
- Московский архитектурный институт (1934).

Учёные степени:
- кандидат педагогических наук (1950); тема диссертации — «Техника и методика обучения прыжку с шестом»;
- доктор педагогических наук (1964); тема диссертации — «Экспериментальное обоснование и разработка системы тренировки в скоростно-силовых видах спорта (по материалам исследования легкоатлетов-прыгунов)».

## Награды
- Орден «Знак Почёта» (27.04.1957) — «за успехи, достигнутые в деле развития массового физкультурного движения в стране, повышения мастерства советских спортсменов, и успешное выступление на международных соревнованиях»
- Медаль «За трудовую доблесть» (16.09.1960) — за успешные выступления в XVII летних и VIII зимних Олимпийских играх 1960 года, а также за выдающиеся спортивные достижения[7]
- именные золотые часы от наркомата обороны СССР (1937) — за спортивные достижения и результативную работу тренером (воспитание сотен спортсменов, среди которых — несколько чемпионов всеармейских спортивных соревнований и чемпионов СССР)[2]

## Книги
Автор многих научных работ и учебных пособий, в том числе:
- Дьячков В. М. Прыжок в высоту с разбега. — Тбилиси, 1940. — 56 с.
- Дьячков В. М. Обучение легкоатлетическим упражнениям. — М.: «Физкультура и спорт», 1950. — 152 с.
- Дьячков В. М. Прыжок с шестом. — М.: «Физкультура и спорт», 1950. — 61 с.
- Дьячков В. М. Прыжок в длину с разбега. — М.: «Физкультура и спорт», 1953. — 200 с.
- Дьячков В. М. Легкоатлетические прыжки: Методика тренировки в прыжках в длину, высоту, тройном и с шестом. — М.: «Физкультура и спорт», 1955. — 144 с.
- Дьячков В. М. Прыжок с шестом. — М.: «Физкультура и спорт», 1955. — 324 с.
- Дьячков В. М. Прыжок в высоту с разбега. — М.: «Физкультура и спорт», 1958. — 212 с.
- Дьячков В. М. Прыжки в высоту. — М.: «Физкультура и спорт», 1966. — 120 с.
- Дьячков В. М. Прыжок в высоту. — М.: «Физкультура и спорт», 1970 (переиздана в 1975). — 96 с.
- Дьячков В. М., Стрижак А. П. Прыжок «фосбери-флоп». — М.: «Физкультура и спорт», 1975. — 62 с.

Автор мемуаров:
- Дьячков В. М. Высоте нет предела. — М.: «Физкультура и спорт», 1980. — 232 с.

## Память
Соревнования в помещении, посвящённые В. Дьячкову, начали проводиться ещё при его жизни, с 1978 года, среди московских вузов. С 1981 года, став Мемориалом В. Дьячкова, соревнования получили всесоюзный статус, а в 1996 году были включены IAAF в международный календарь. После смерти Н. Озолина они стали называться «Мемориал В. Дьячкова и Н. Озолина».